# Castelflorite
Castelflorite – gmina w Hiszpanii, w prowincji Huesca, w Aragonii, o powierzchni 34,76 km². W 2011 roku gmina liczyła 131 mieszkańców.